# 美幸線
美幸線（日语：／ Bikō sen */?）曾經是一條連結北海道中川郡美深町的美深站至同町內的仁宇布站，屬於日本國有鐵道（國鐵）的鐵路線（地方交通線）。計劃由美深起，途經仁宇布沿，鄂霍次克海沿岸枝幸町至興濱北線北見枝幸站。仁宇布往枝幸方向已經進行了部分工程，但1980年國鐵再建法施行，被指定為特定地方交通線，1985年（昭和60年）9月17日全線廢除。
線名來自預定線的起終點，「美」是起點的美深，「幸」是終點的北見枝幸（枝幸郡枝幸町）。

## 路線資料
- 路段（營業距離）：美深－仁宇布（21.2公里）
  - 未成路段的仁宇布－北見枝幸間是57.5公里
- 站數：4個（包括起終點站，排除未成路段7個）
- 複線路段：沒有（全線單線）
- 電氣化路段：沒有（全線非電氣化（日语：非電化））
- 閉塞方式：Tablet閉塞式（全線1閉塞）

## 歷史
- 1964年10月5日：路線啟用(美深 - 仁宇布)。
- 1984年2月1日：停用貨物運輸。
- 1985年9月17日：全線停用，改為巴士服務。

## 車站列表
曾經營業的路段所有車站都位於北海道中川郡美深町。公司名以廢除時為準。
| 中文站名 | 日文站名 | 英文站名 | 站間距離 | 營業距離 | 接續路線               |
| -------- | -------- | -------- | -------- | -------- | ---------------------- |
| 美深     |          |          | -        | 0.0      | 日本國有鐵道：宗谷本線 |
| 東美深   |          |          | 4.3      | 4.3      |                        |
| 邊溪     |          |          | 2.0      | 6.3      |                        |
| 仁宇布   |          |          | 14.9     | 21.2     |                        |

### 未成路段
仁宇布－北見大曲－上德志別－志美宇丹－邊毛內－歌登－下幌別－（南枝幸信號場）－北見枝幸